# 邢君牙
邢君牙（722年—798年）瀛州乐寿人，唐代将领。由于战功屡受升迁，最后封河间郡公。李晟以他为都虞侯，并只与他商议军中的事。吐蕃侵犯边境，他一边耕种一边打仗，西戎竟不能为大患，再加封检校右仆射。贞元十四年卒，时年七十一，废朝一日，赠司空。

## 延伸阅读
[在维基数据编辑]
 《舊唐書/卷144》，出自刘昫《舊唐書》
 《新唐書·卷156》，出自《新唐書》